# Heliga Elisabetsorden

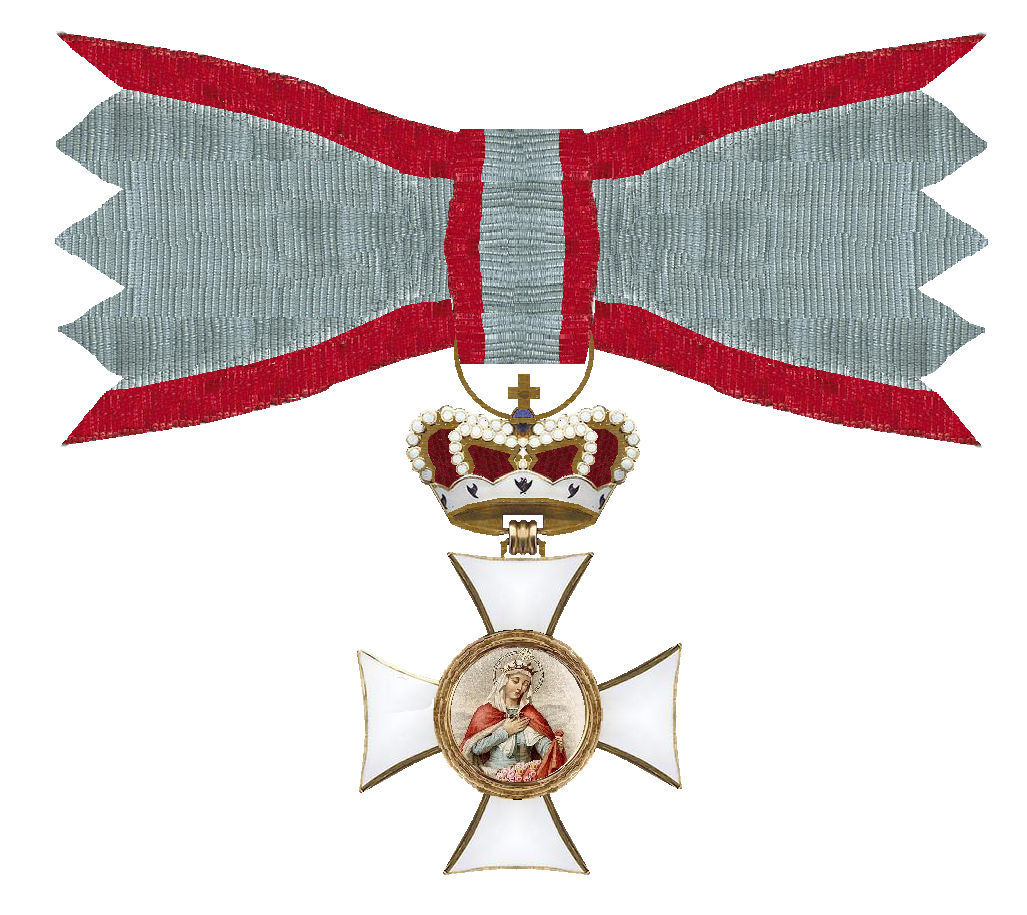
Heliga Elisabetsorden

Heliga Elisabetsorden (tyska: St. Elisabethenorden) var en orden i en klass instiftad den 18 oktober 1766 av kurfurstinnan Elisabet Augusta av Sulzbach.